# 2000 год в истории метрополитена
В этой статье перечисляются основные  события из истории метрополитенов в 2000 году. Полужирным шрифтом выделены открытия новых транспортных систем.

## События
- 1 февраля — открыта первая очередь депо ТЧ-6 «Выборгское» Петербургского метрополитена.
- 30 марта — открыт шестой участок Сырецко-Печерской линии Киевского метрополитена длиной 2,67 км со станцией «Дорогожичи».
- 2 апреля — открыта станция Тбилисского метрополитена «Бахтриони», ныне «Важа-Пшавела».
- 22 мая — Измирский метрополитен запущен в режиме пробной эксплуатации.
- 8 августа — взрыв в вестибюле станции «Тверская» Московского метрополитена. Погибли 13 человек, пострадал 61.
- 25 августа — введён в регулярную эксплуатацию первый пусковой участок Измирского метрополитена протяжённостью 11,6 км с десятью станциями: «Учйол», «Конак», «Чанкая», «Басмане», «Хилал», «Халкапынар», «Стадюм», «Санайи», «Бёлге», «Борнова».
- 31 августа — открыта 161-я станция Московского метрополитена и первая на южном направлении Серпуховско-Тимирязевской линии с 1985 года — «Улица Академика Янгеля».
- 31 октября — открыта станция Софийского метрополитена «Сердика».
- 4 сентября — открыт участок Линии B Лионского метрополитена от станции Жан Масе до станции Стад де Жерлан.
- 28 декабря — открыта станция Новосибирского метрополитена «Маршала Покрышкина».

## Происшествия
| Дата      | Метро                   | Погибли | Пострадали | Описание                                          |
| --------- | ----------------------- | ------- | ---------- | ------------------------------------------------- |
| 8 августа | Московский метрополитен | 13      | 118        | Теракт в подземном переходе станции «Пушкинская». |